# لوگارس کلمبینوس

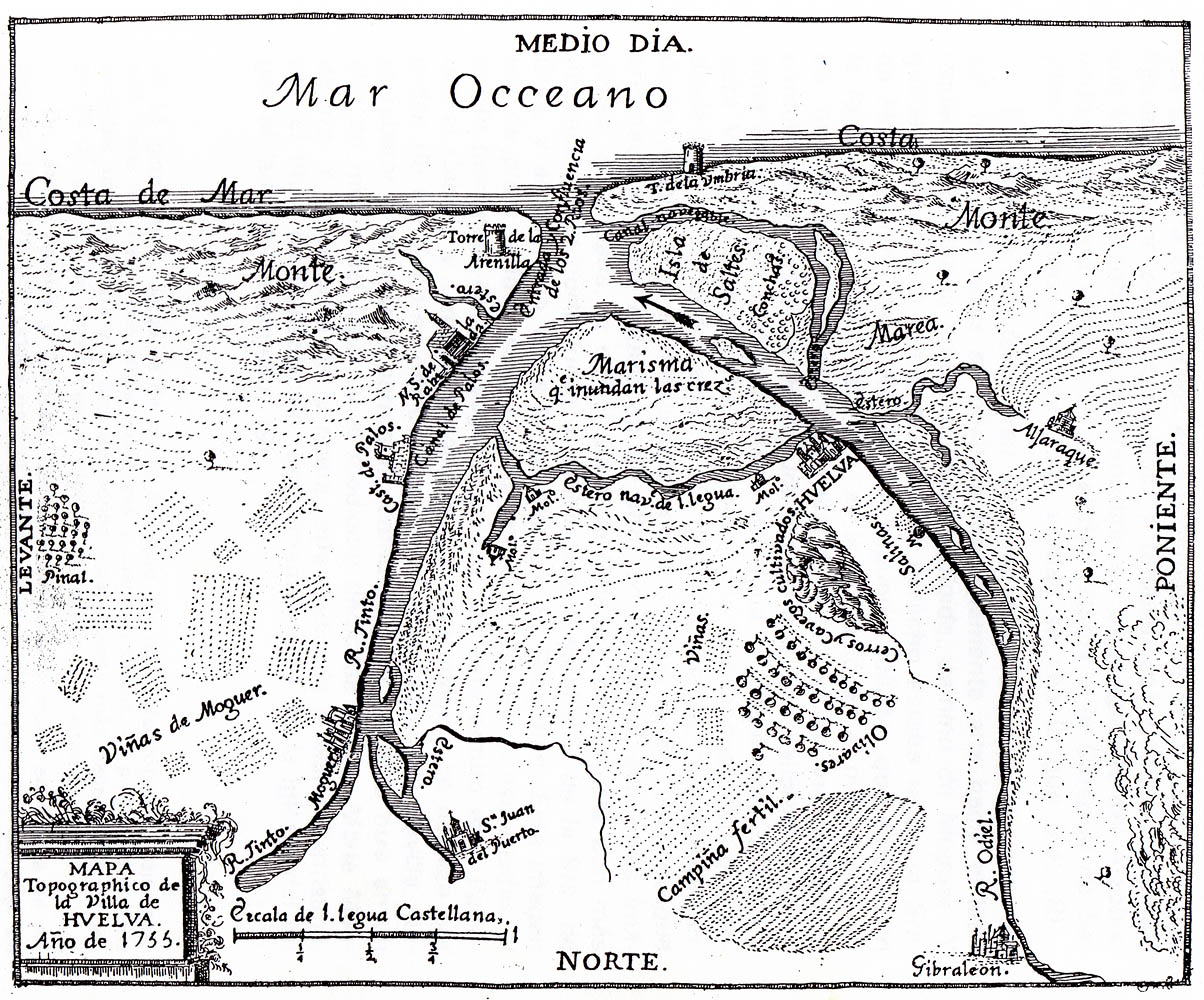
نقشه توپوگرافی قرن ۱۸ اوئلوا و کلمبینوس لوگارس.

لوگارس کلمبینوس یا یادمان‌های کلمبوس یک مسیر توریستی در استان اوئلوای اسپانیا است که شامل چندین مکان است که ارتباط ویژه ای با تاریخچهٔ آماده‌سازی و تحقق اولین سفر کریستف کلمب دارند. این سفر به‌طور گسترده به عنوان کشف قاره آمریکا توسط اروپایی‌ها در نظر گرفته می‌شود. توسط یک قانون اسپانیا که در سال ۱۹۶۷ تصویب شد، این مکان‌ها «گروه‌بندی تاریخی/هنری» اعلام شدند.
دو محل وجود دارد که بسیار مورد احترام هستند: پالس د لا فرونترا (خود شامل دو مرکز قدیمی و صومعه لا رابیدا ۳ کیلومتر (۱٫۹ مایل) دورتر از آن است)، و موگر. کلمب چندین بار از هر یک از این مکان‌ها بازدید کرد و افراد مرتبط با هر یک از این اماکن در سفر او نقش آفرینی کردند. او برای سفر پیش‌بینی‌شده‌اش از روحانیان صومعه لا رابیدا، برادران پینزون از پالوس د لا فرونترا، برادران نینو از موگر و سایر خانواده‌های معتبر دریانوردان در منطقه که بدر سفر اکتشافی مشارکت داشتند، کمک و همکاری دریافت کرد.
در سال‌های پس از سفر کلمب، این ناحیه از اسپانیا، به‌ویژه پالوس، دچار افت اقتصادی زیادی شد که تا حدی به دلیل مهاجرت به سرزمین‌های تازه کشف‌شده در خارج از کشور بود. بازیابی اهمیت تاریخی این منطقه با توجه به کشف و فتح قاره آمریکا توسط اسپانیایی‌ها (و علاقه به حفظ و بازسازی ساختمان‌های مرتبط با کلمب) تا حدی با آثار نویسنده قرن نوزدهمی، واشینگتن ایروینگ در ایالات متحده آغاز شد که در سفرنامه‌اش به اسپانیا مطالبی شامل این منطقه را به ثبت رساند. خاطرات او در مورخهٔ ۱۲ تا ۱۴ اوت ۱۸۲۸ به لوگارس کلمبینوس می‌پردازد. در همان سال او کتاب تاریخ زندگی و سفرهای کریستف کلمب را منتشر کرد. او همچنین مقاله کوتاهی در مورد پالوس به عنوان ضمیمه سفرها و اکتشافات همراهان کلمب منتشر کرد.